# Leichtathletik-Europameisterschaften 2014/3000 m Hindernis der Frauen

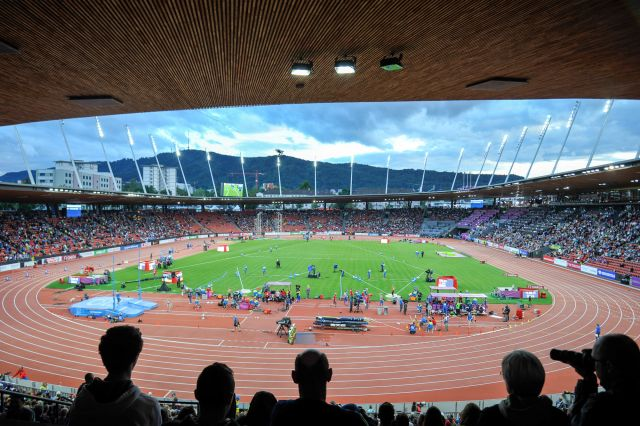
Das Letzigrund-Stadion während der Europameisterschaften 2014

Der 3000-Meter-Hindernislauf der Frauen bei den Leichtathletik-Europameisterschaften 2014 wurde am 15. und 17. August 2014 im Letzigrund-Stadion von Zürich ausgetragen.
Europameisterin wurde die deutsche Vizeeuropameisterin von 2012 Antje Möldner-Schmidt. Sie gewann vor der Schwedin Charlotta Fougberg. Bronze ging an die Spanierin Diana Martín.

## Bestehende Rekorde
| Weltrekord           | 8:58,81 min | Gulnara Samitowa | OS Peking, Volksrepublik China | 17. August 2008 |
| Europarekord         | 8:58,81 min | Gulnara Samitowa | OS Peking, Volksrepublik China | 17. August 2008 |
| Meisterschaftsrekord | 9:17,57 min | Julija Saripowa  | EM Barcelona, Spanien          | 30. Juli 2010   |

Der bestehende EM-Rekord wurde bei diesen Europameisterschaften nicht erreicht. Die schnellste Zeit erzielte die deutsche Europameisterin Antje Möldner-Schmidt im Finale mit 9:29,43 min, womit sie 11,86 s über dem Rekord blieb. Zum Welt- und Europarekord fehlten ihr 30,62 s.

## Legende
| DNF | Wettkampf nicht beendet (did not finish) |

## Vorrunde
Die Vorrunde wurde in zwei Läufen durchgeführt. Die ersten fünf Athletinnen pro Lauf – hellblau unterlegt – sowie die darüber hinaus fünf zeitschnellsten Läuferinnen – hellgrün unterlegt – qualifizierten sich für das Halbfinale.

### Vorlauf 1
15. August 2014, 11:00 Uhr
| Platz | Name                  | Nation      | Zeit (min) |
| ----- | --------------------- | ----------- | ---------- |
| 1     | Swjatlana Kudselitsch | Belarus     | 09:46,89   |
| 2     | Natalja Wlassowa      | Russland    | 09:47,13   |
| 3     | Gesa Felicitas Krause | Deutschland | 09:47,36   |
| 4     | Sandra Eriksson       | Finnland    | 9:50,00    |
| 5     | Fabienne Schlumpf     | Schweiz     | 09:51,45   |
| 6     | Maruša Mišmaš         | Slowenien   | 09:51,51   |
| 7     | Özlem Kaya            | Türkei      | 09:56,49   |
| 8     | Cristina Casandra     | Rumänien    | 10:00,48   |
| 9     | Jekaterina Patjuk     | Estland     | 10:03,60   |
| 10    | Ingeborg Løvnes       | Norwegen    | 10:18,11   |
| DNF   | Teresa Urbina         | Spanien     |            |

### Vorlauf 2

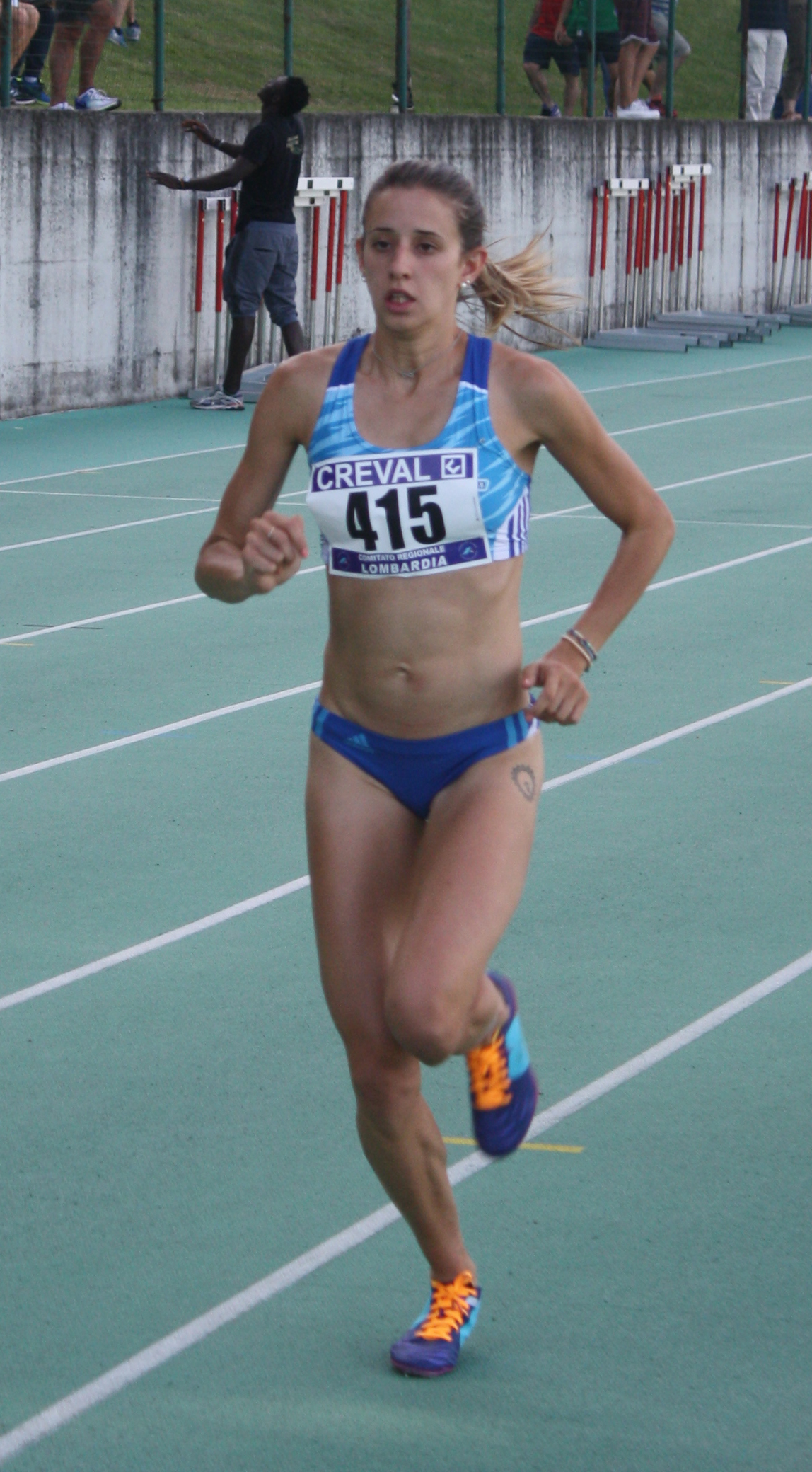
Valeria Roffino verpasste das Finale als Achte ihres Vorlaufs um mehr als sieben Sekunden
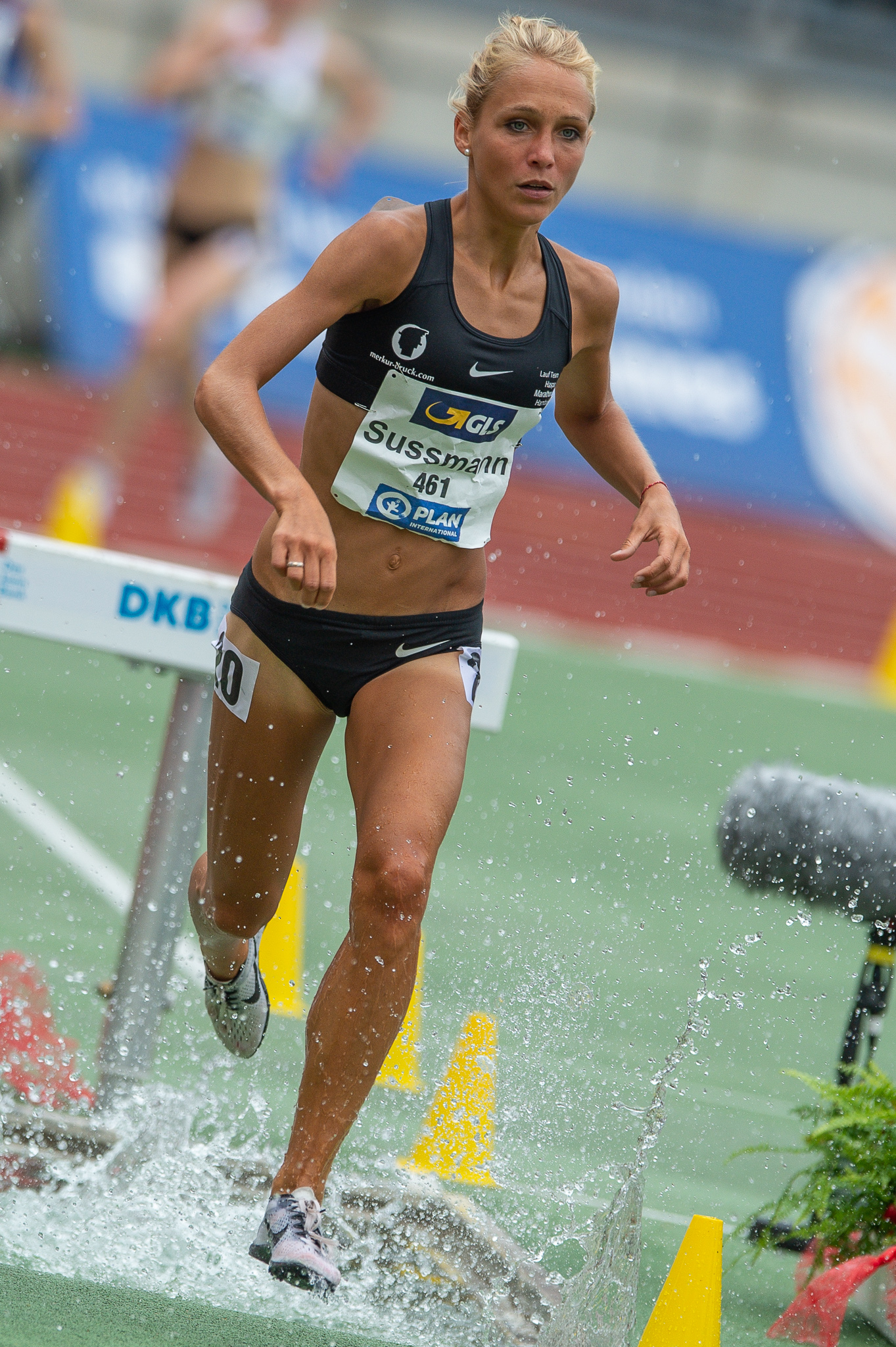
Jana Sussmann belegte im zweiten Vorlauf Rang neun und schied damit aus

15. August 2014, 11:20 Uhr
| Platz | Name                  | Nation      | Zeit (min) |
| ----- | --------------------- | ----------- | ---------- |
| 1     | Silwija Danekowa      | Bulgarien   | 09:51,67   |
| 2     | Antje Möldner-Schmidt | Deutschland | 09:52,02   |
| 3     | Charlotta Fougberg    | Schweden    | 09:52,04   |
| 4     | Poļina Jeļizarova     | Lettland    | 09:52,58   |
| 5     | Diana Martín          | Spanien     | 09:52,63   |
| 6     | Katarzyna Kowalska    | Polen       | 09:52,66   |
| 7     | Johanna Lehtinen      | Finnland    | 09:53,86   |
| 8     | Valeria Roffino       | Italien     | 10:07,58   |
| 9     | Jana Sussmann         | Deutschland | 10:07,99   |
| 10    | Jekaterina Sokolenko  | Russland    | 10:08,76   |
| 11    | Astrid Leutert        | Schweiz     | 10:15,29   |

## Finale

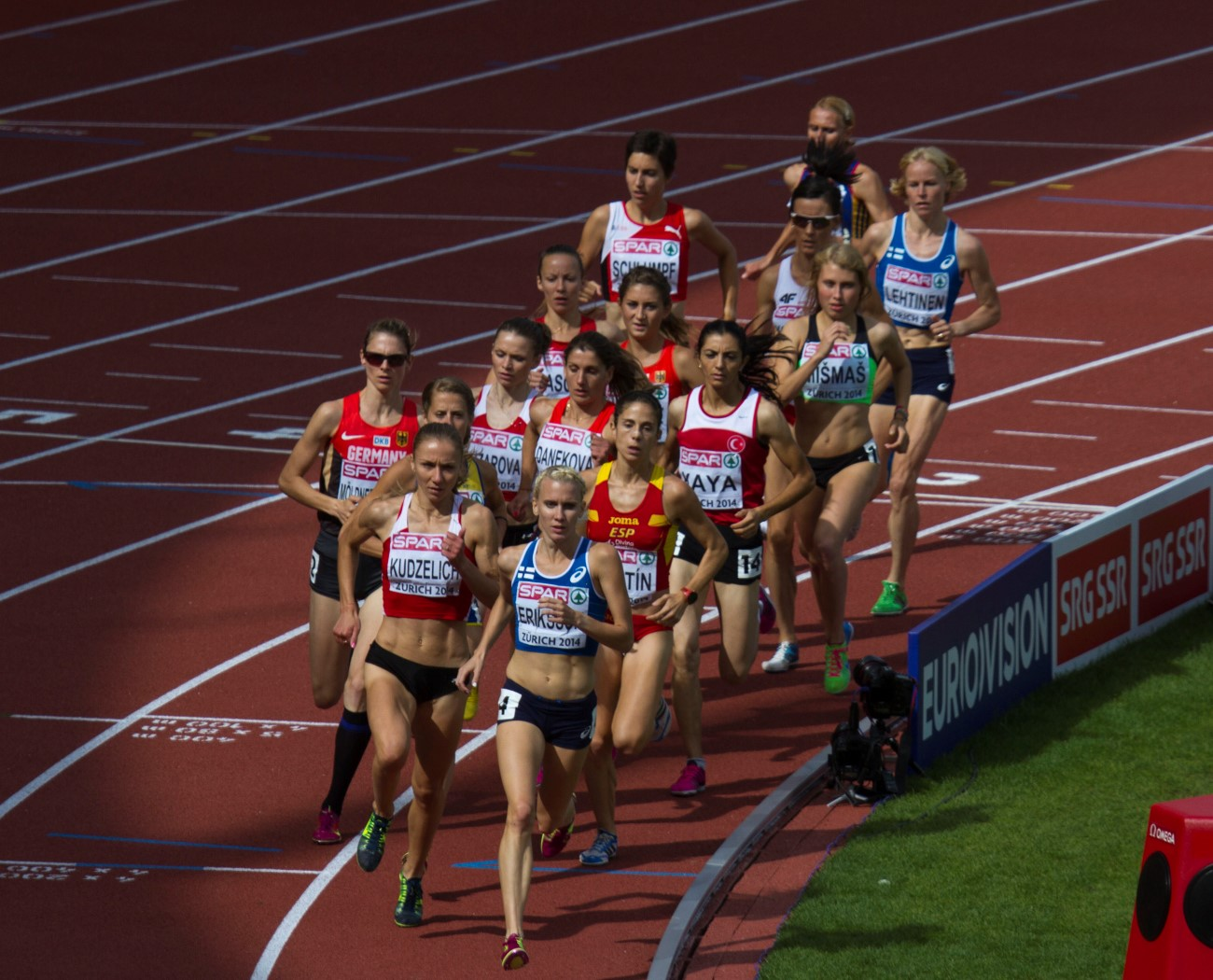
3000-m-Hindernis-Finale:
Alle Läuferinnen noch eng zusammen

17. August 2014, 16:08 Uhr
| Platz | Name                  | Nation      | Zeit (min) |
| ----- | --------------------- | ----------- | ---------- |
| 1     | Antje Möldner-Schmidt | Deutschland | 09:29,43   |
| 2     | Charlotta Fougberg    | Schweden    | 09:30,16   |
| 3     | Diana Martín          | Spanien     | 09:30,70   |
| 4     | Swjatlana Kudselitsch | Belarus     | 09:30,99   |
| 5     | Gesa Felicitas Krause | Deutschland | 09:35,46   |
| 6     | Natalja Wlassowa      | Russland    | 09:36,99   |
| 7     | Katarzyna Kowalska    | Polen       | 09:43,09   |
| 8     | Silwija Danekowa      | Bulgarien   | 09:44,81   |
| 9     | Sandra Eriksson       | Finnland    | 09:47,95   |
| 10    | Maruša Mišmaš         | Slowenien   | 09:54,75   |
| 11    | Johanna Lehtinen      | Finnland    | 09:54,90   |
| 12    | Cristina Casandra     | Rumänien    | 09:55,42   |
| 13    | Fabienne Schlumpf     | Schweiz     | 09:55,92   |
| 14    | Özlem Kaya            | Türkei      | 10:06,68   |
| DNF   | Poļina Jeļizarova     | Lettland    |            |

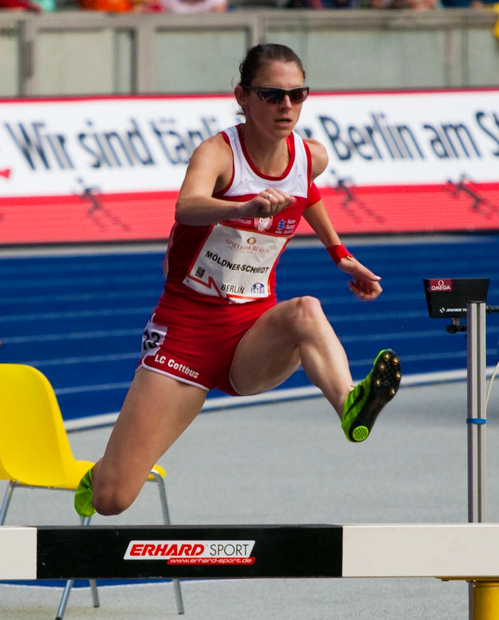
Antje Möldner-Schmidt – nach Platz zwei vor zwei Jahren nun der EM-Titel
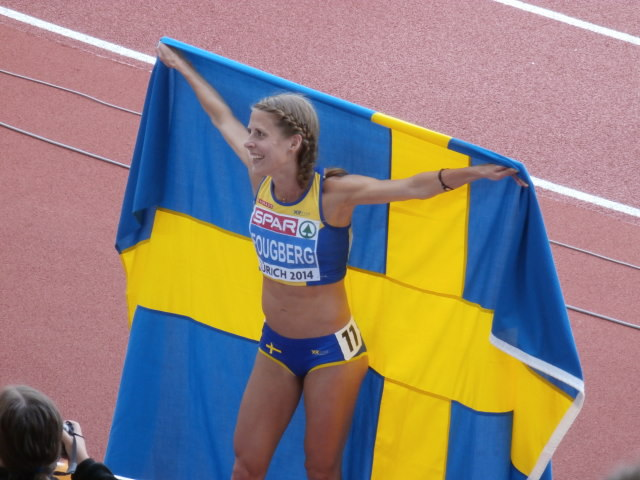
Vizeeuropameisterin Charlotta Fougberg
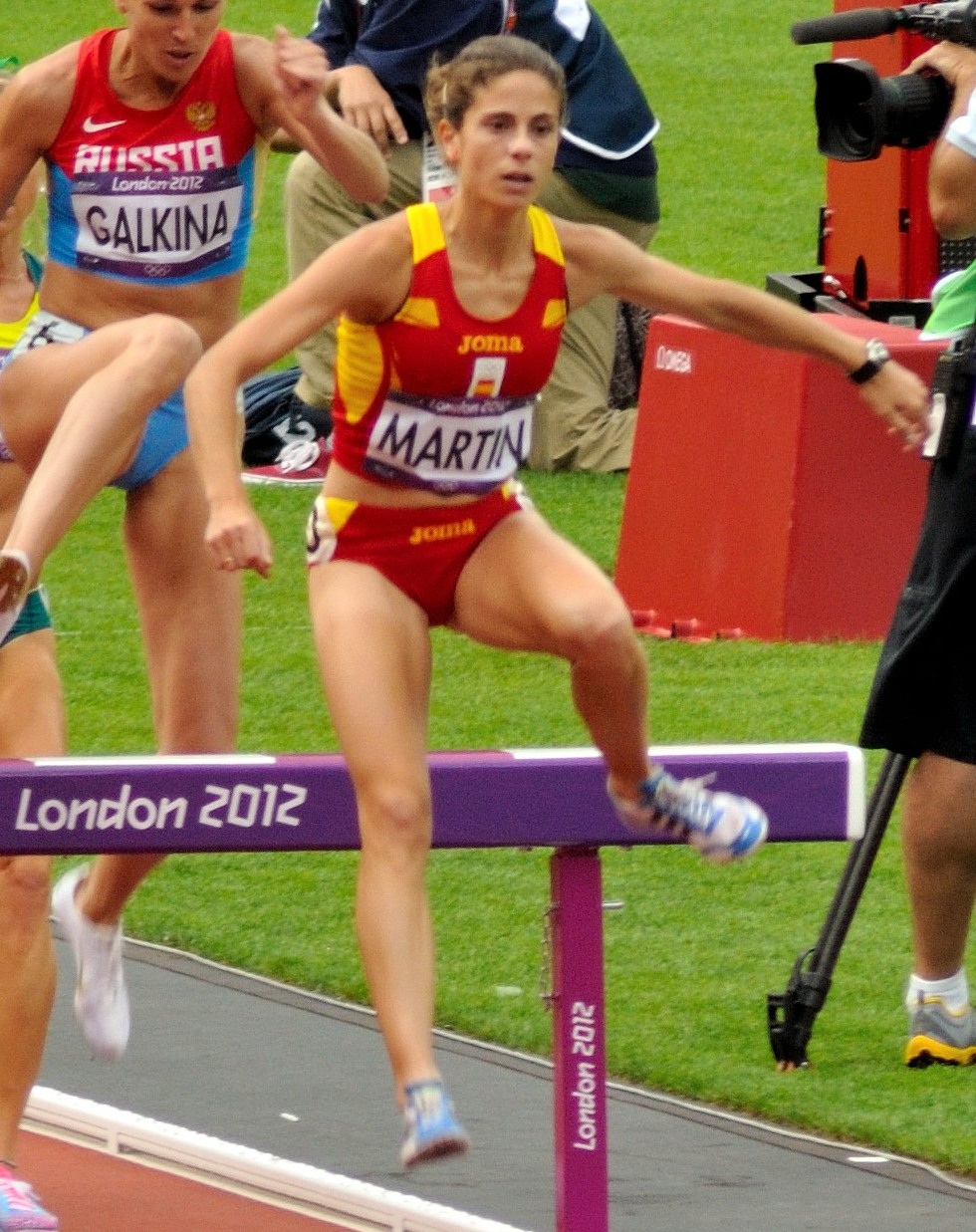
Bronze für Diana Martín, EM-Siebte 2012

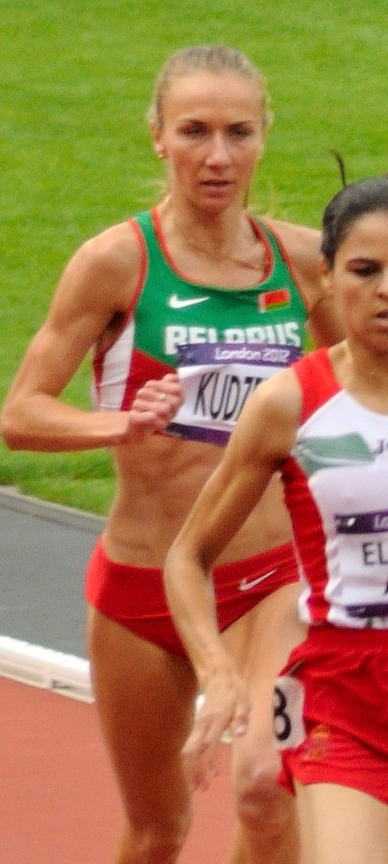
Swjatlana Kudselitsch kam auf den vierten Platz
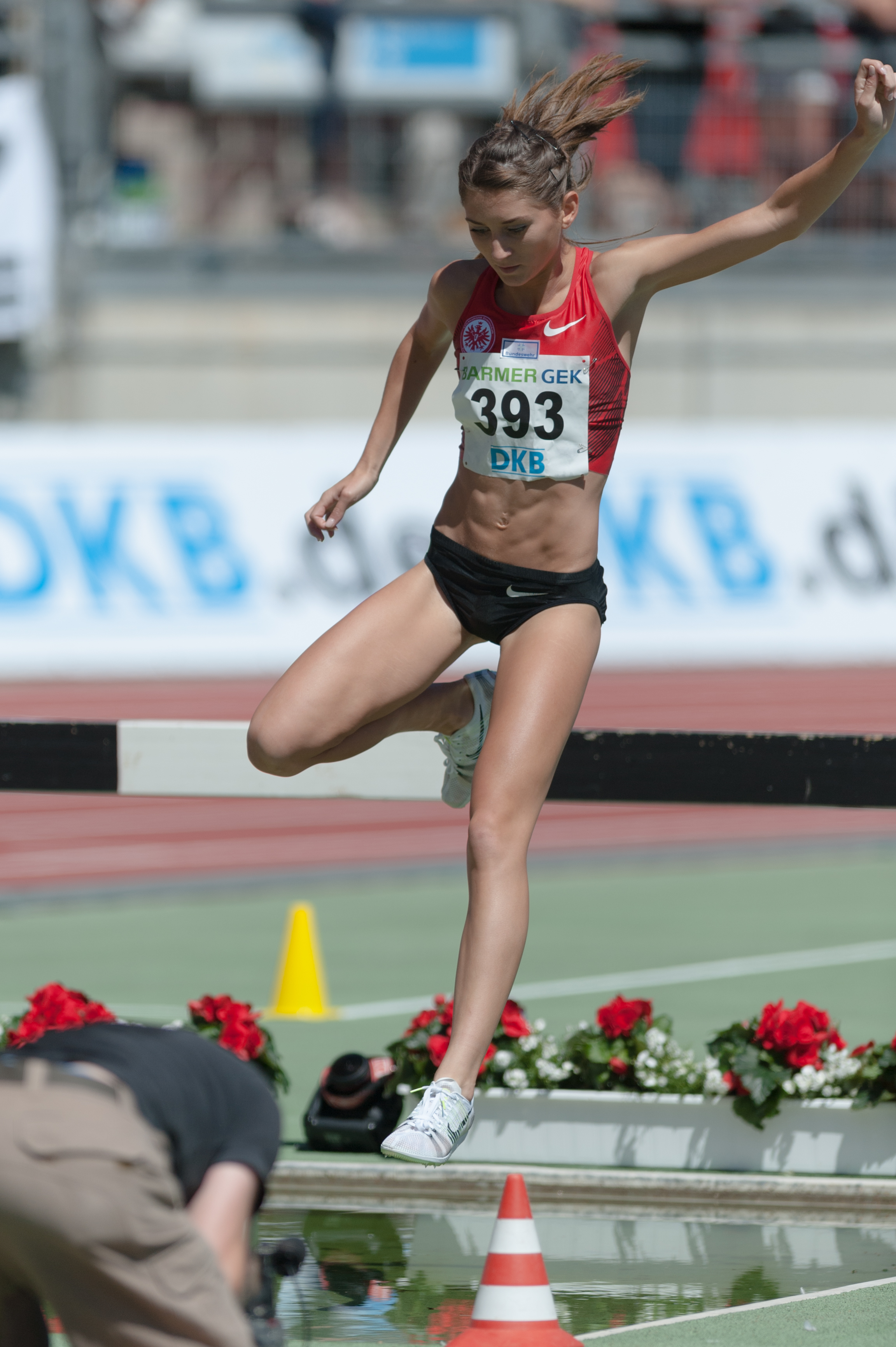
Gesa Felicitas Krause, 2012 EM-Dritte, wurde diesmal Fünfte – ihre Erfolge kamen später
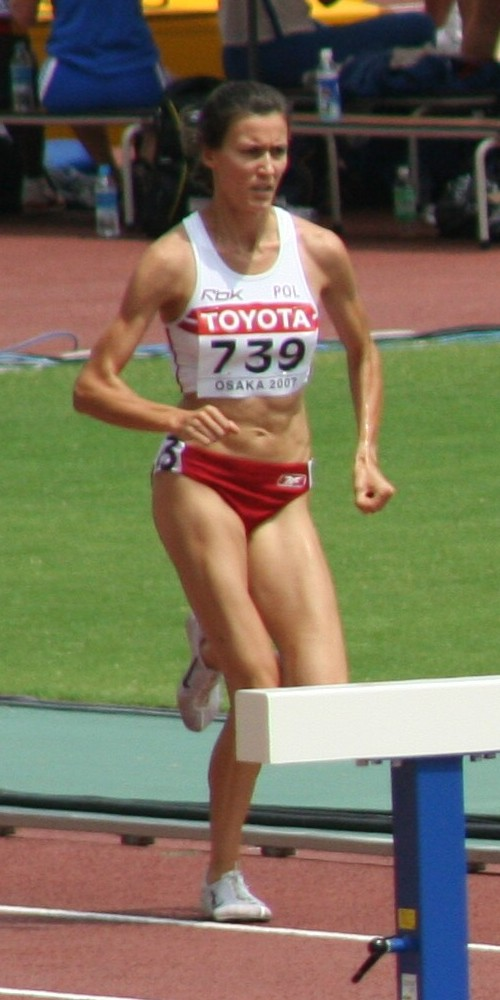
Katarzyna Kowalska belegte Rang sieben
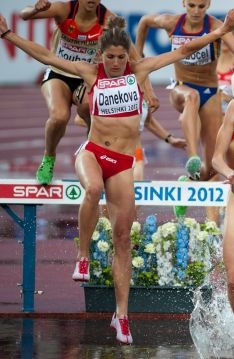
Silwija Danekowa wurde Achte

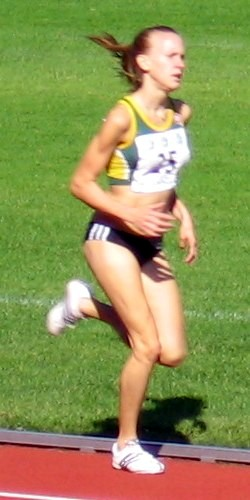
Die neuntplatzierte Sandra Eriksson
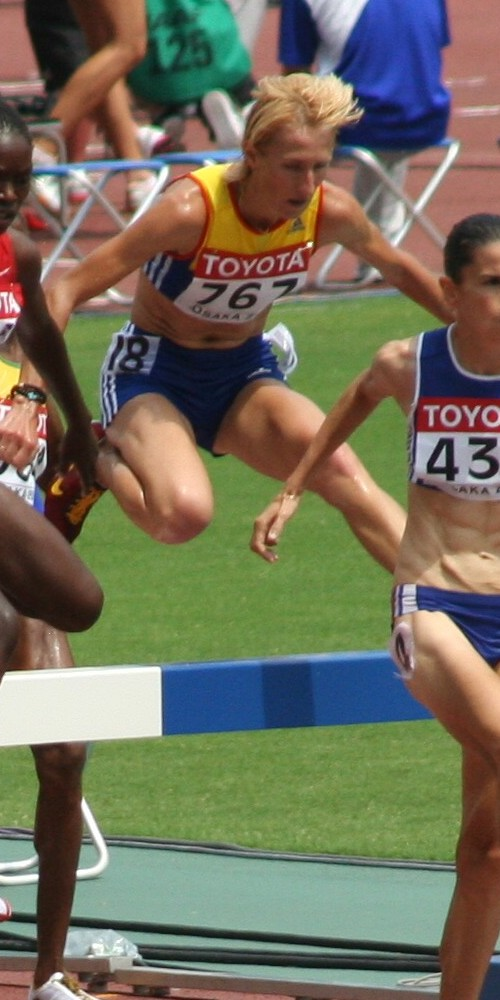
Mit Cristina Casandra erreichte eine der Pionierinnen dieses Wettbewerbs den zwölften Platz
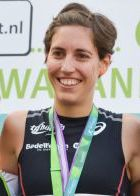
Fabienne Schlumpf – Rang dreizehn
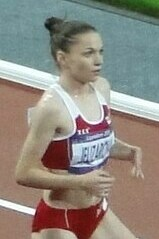
Poļina Jeļizarova kam in diesem Rennen nicht ins Ziel

## Videolink
- Women's 3000m SC Zürich 2014 European Athletics Championships, youtube.com, abgerufen am 14. März 2023